# Újezd u Rosic
Újezd u Rosic település Csehországban, a Brno-vidéki járásban. Újezd u Rosic Stanoviště, Zbraslav, Vysoké Popovice, Příbram na Moravě, Krokočín, Lesní Jakubov, Hluboké, Kralice nad Oslavou és Rapotice településekkel határos. Lakosainak száma 284 fő (2024. január 1.).

## Népesség
A település lakosságának változását az alábbi diagram mutatja:
| Lakosok száma | 385  | 445  | 490  | 427  | 317  | 228  | 268  | 289  | 285  | 284  |
|               | 1869 | 1890 | 1921 | 1950 | 1980 | 2001 | 2017 | 2019 | 2022 | 2024 |